# Astaffort
Astaffort – miejscowość i gmina we Francji, w regionie Nowa Akwitania, w departamencie Lot i Garonna.
Według danych na rok 1990 gminę zamieszkiwało 1828 osób, a gęstość zaludnienia wynosiła 52 osób/km² (wśród 2290 gmin Akwitanii Astaffort plasuje się na 228. miejscu pod względem liczby ludności, natomiast pod względem powierzchni na miejscu 218).